# Jacob Gagne
Jacob Gagne, detto Jake (Ramona, 27 agosto 1992), è un pilota motociclistico statunitense.
Vincitore del campionato MotoAmerica Superbike nel 2021, 2022 e 2023.

## Carriera
Gagne muove i primi passi nelle corse a livello europeo disputando la Red Bull Rookies Cup nella quale si laurea campione nel 2010 alla guida di una KTM RC 125. Si trasferisce poi nel campionato spagnolo velocità. Nel 2011 fa il suo esordio in una competizione di livello mondiale disputando due gare nella classe Moto2 del motomondiale. Corre il Gran Premio di Indianapolis in qualità di wild card e il successivo evento a Misano come pilota sostitutivo utilizzando motociclette FTR. Non ottiene punti validi per la classifica finale.
A partire dal 2014 è pilota titolare nelle corse statunitensi, laureandosi campione nella categoria Ama pro Daytona Sportbike. Successivamente passa a correre, sempre negli Stati Uniti, nelle categorie Superstock e Superbike.
Nel 2017 fa il suo esordio nel campionato mondiale Superbike disputando alcune gare in sella alla Honda CBR1000RR del team Red Bull Honda. Dapprima in sostituzione di Nicky Hayden, successivamente al posto di Stefan Bradl, infortunatosi a stagione in corso. Totalizza quattordici punti che gli consentono di chiudere al ventiquattresimo posto in classifica piloti. Nel 2018 è pilota titolare di Red Bull Honda, con compagno di squadra  Leon Camier. Chiude la stagione al diciassettesimo posto in classifica piloti con sessantaquattro punti ottenuti.
Dal 2019 torna a correre nel campionato MotoAmerica Superbike in sella ad una BMW del team Scheibe Racing. Chiude la stagione in ottava posizione finale, ottenendo come miglior risultato in gara, un quarto posto. Nel 2020 passa al team Attack Performance, equipaggiato con Yamaha, con cui si piazza in seconda posizione, ottenendo undici podi in venti gare disputate complessivamente. Nel 2021 con la stessa moto e squadra, vince il campionato con diciassette gare vinte e un totale di diciotto podi su venti gare. Nel 2022, all'ultima gara stagionale, ha la meglio sull'esordiente Danilo Petrucci confermandosi campione MotoAmerica. Nella stessa stagione prende parte, in qualità di wild card al Gran Premio di Portimão nel mondiale Superbike. Ottiene un punto classificandosi trentunesimo nel mondiale e diciottesimo nel Trofeo Indipendenti. Nel 2023 gareggia nel campionato americano con lo stesso team della stagione precedente e ottiene il terzo titolo consecutivo.

## Risultati in gara

### Motomondiale
| 2011 | Classe | Moto |  |  |  |  |  |  |  |  |  |    |  |    |    |  |  |  |  |  | Punti | Pos. |
| ---- | ------ | ---- |  |  |  |  |  |  |  |  |  | -- |  | -- | -- |  |  |  |  |  | ----- | ---- |
| 2011 | Moto2  | FTR  |  |  |  |  |  |  |  |  |  | NE |  | 31 | 28 |  |  |  |  |  | 0     |      |

| Legenda | 1º posto        | 2º posto            | 3º posto            | A punti      | Senza punti        | Grassetto – Pole position Corsivo – Giro più veloce |
| Legenda | Gara non valida | Non qual./Non part. | Ritirato/Non class. | Squalificato | '-' Dato non disp. | Grassetto – Pole position Corsivo – Giro più veloce |

### Campionato mondiale Superbike
| 2017 | Moto  |  |  |  |  |  |  |  |  |  |  |  |  |  |  |    |    |  |  |  |  |     |    |  |  |    |    |  |  | Punti | Pos. |
| ---- | ----- |  |  |  |  |  |  |  |  |  |  |  |  |  |  | -- | -- |  |  |  |  | --- | -- |  |  | -- | -- |  |  | ----- | ---- |
| 2017 | Honda |  |  |  |  |  |  |  |  |  |  |  |  |  |  | 15 | 15 |  |  |  |  | Rit | 12 |  |  | 12 | 12 |  |  | 14    | 24º  |

| 2018 | Moto  |    |    |    |    |    |    |    |    |    |     |    |    |     |    |    |   |    |    |    |    |    |    |     |    |   |    |  |  | Punti | Pos. |
| ---- | ----- | -- | -- | -- | -- | -- | -- | -- | -- | -- | --- | -- | -- | --- | -- | -- | - | -- | -- | -- | -- | -- | -- | --- | -- | - | -- |  |  | ----- | ---- |
| 2018 | Honda | 12 | 13 | 18 | 14 | 12 | 12 | NP | NP | 16 | Rit | 16 | 13 | Rit | 12 | 10 | 9 | 12 | 14 | 13 | 12 | 13 | 16 | Rit | 10 | 9 | AN |  |  | 64    | 17º  |

| 2022 | Moto   |  |  |  |  |  |  |  |  |  |  |  |  |  |  |  |  |  |  |  |  |  |  |  |  |    |    |    |  |  |  |  |  |  |  |  |  |  |  |  |  |  |  | Punti | Pos. |
| ---- | ------ |  |  |  |  |  |  |  |  |  |  |  |  |  |  |  |  |  |  |  |  |  |  |  |  | -- | -- | -- |  |  |  |  |  |  |  |  |  |  |  |  |  |  |  | ----- | ---- |
| 2022 | Yamaha |  |  |  |  |  |  |  |  |  |  |  |  |  |  |  |  |  |  |  |  |  |  |  |  | 19 | 16 | 15 |  |  |  |  |  |  |  |  |  |  |  |  |  |  |  | 1     | 31º  |

| Legenda | 1º posto        | 2º posto            | 3º posto           | A punti      | Senza punti        | Grassetto – Pole position Corsivo – Giro più veloce |
| Legenda | Gara non valida | Non qual./Non part. | Ritirato/Non class | Squalificato | '-' Dato non disp. | Grassetto – Pole position Corsivo – Giro più veloce |